# Alexandra Chiriaeva
Alexandra Chiriaeva (en russe : Александра Александровна Ширяева) est une joueuse de beach-volley russe née le 9 février 1983 à Léningrad.

## Palmarès
Elle a remporté les Championnats d'Europe de beach-volley 2006 avec sa partenaire Natalya Uryadova.

## Partenaires
- Judith-Flores Ialovaïa
- Natalya Uryadova